# Mahamadou Issoufou
Mahamadou Issoufou (sinh năm 1952) là chính trị gia Niger, giữ chức Tổng thống Niger từ ngày 7 tháng 4 năm 2011. Issoufou từng giữ chức Thủ tướng Niger từ năm 1993 đến năm 1994, Chủ tịch Quốc hội từ năm 1995 
đến năm 1996. Dưới thời của Tổng thống Mamadou Tandja (1999–2010), Issoufou là nhà lãnh đạo của đảng chính trị đối lập.